# Le Vagabond (film, 1913)
Cet article concerne le film de David Wark Griffith. Pour le film de Charlie Chaplin, voir Le Vagabond.
Pour les articles homonymes, voir Le Vagabond.
Pour plus de détails, voir Fiche technique et Distribution.
Le Vagabond (The Wanderer)  est un film américain de David Wark Griffith, sorti en 1913.

## Fiche technique
- Titre : Le Vagabond
- Titre original : The Wanderer
- Réalisation : David Wark Griffith
- Scénario : David Wark Griffith
- Photographie : Billy Bitzer
- Société de production : Biograph Company
- Pays de production :  États-Unis
- Format : Noir et blanc -  Muet
- Genre : Drame
- Durée : 17 minutes
- Date de sortie :
  - États-Unis : 3 mai 1913
- Licence : Domaine public

## Distribution
- Henry B. Walthall : le vagabond
- Charles Hill Mailes : le père
- Christy Cabanne : le frère
- Kate Bruce
- Lionel Barrymore
- Claire McDowell
- Kate Toncray
- Frank Opperman
- Mae Marsh
- John T. Dillon
- Walter Miller
- Charles West
- Harry Carey
- Adolph Lestina
- Joseph McDermott
- Marshall Neilan
- King Baggot : Le berger